# یوزف لامکا
یوزف لامکا (چکی: Josef Lamka؛ ۱۲ نوامبر ۱۹۳۱–۶ ژوئیه ۲۰۰۹) یک اَنیماتور، کارگردان، فیلم‌نامه‌نویس و هنرمند اهل جمهوری چک بود.
از فیلم‌ها یا مجموعه‌های تلویزیونی که وی در آن‌ها نقش داشته‌است می‌توان به کاتیا و اشکوبانک و پت و مت اشاره نمود.